# Amara Lakhous
Amara Lakhous (* 1970 in Algier, Algerien) ist ein algerischer Autor, Journalist und Übersetzer.

## Leben
Lakhous wurde in der algerischen Hauptstadt Algier als sechstes von neun Kindern einer Berberfamilie geboren. Im Alter von vier Jahren erlernte er in einer Koranschule das klassische Arabisch des Koran. In der Grundschule lernte er die französische Sprache und wurde so der sprachliche Mittler zwischen dem algerischen und dem in Frankreich lebenden Teil seiner Familie.
Nach dem Abitur studierte Lakhous an der Philosophischen Fakultät der Universität Algier Benyoucef Benkhedda, an der er auch promovierte. Nach 1994 arbeitete er beim algerischen staatlichen Rundfunk und war dort zahlreichen Anfeindungen ausgesetzt. 1995 floh er vor dem in Algerien herrschenden Terror mit einem Manuskript im Gepäck nach Rom. In Rom setzte er seine Studien an der Universität La Sapienza im Fach Kulturanthropologie fort und promovierte dort, diesmal über das Thema der arabisch-muslimischen Flüchtlinge in Italien.
Lakhous ist seit Jahren als Mediator und Übersetzer in den italienischen Flüchtlingslagern tätig und arbeitete von 2003 bis 2006 als Journalist bei der römischen Presseagentur Adnkronos.
Lakhous' erstes Buch, Le cimici e il pirata, erschien 1999 zweisprachig in Arabisch und Italienisch. 2003 erschien sein zweites Buch in Algerien in italienischer Sprache. Von den folgenden drei Büchern in Italienisch sind bisher zwei in deutscher Sprache erschienen.
Lakhous ist in Deutschland unter anderem durch seine Lesungen in der Lettrétage in Berlin-Kreuzberg und als Teilnehmer des Internationales Literaturfestival Berlin im Jahre 2010 bekannt. Er arbeitet und lebt in Rom.

## Preise und Auszeichnungen
- 2006: Premio Flaiano
- 2006: Premio Racalmare-Leonardo Sciascia
- 2008: ausgezeichnet mit dem algerischen Literaturpreis Preis des algerischen Buchhandels

## Veröffentlichungen
- Le cimici e il pirata. arabisch/italienisch, übersetzt von Francesco Leggio. Arlem, Rom 1999, ISBN 88-86690-23-1.
- Come farti allatare dalla lupa senza che to morda. Al-ikhtilaf, Algier 2003.
- Scontro di civiltà per un ascensore a Piazza Vittorio. Edizioni e/o, Rom 2006, ISBN 88-7641-716-8.
  - deutsch: Der Krach der Kulturen um einen Fahrstuhl an der Piazza Vittorio. Wagenbach, Berlin 2009, ISBN 978-3-8031-2608-5.
- Divorzio all'islamica a viale Marconi. Buchreihe Dal Mondo. Edizioni e/o, Rom 2010, ISBN 978-88-7641-929-4.
  - deutsch: Scheidung auf islamisch in der Viale Marconi. Wagenbach, Berlin 2012, ISBN 978-3-8031-2685-6.[1]
- Un pirata piccolo, piccolo. Buchreihe Dal Mondo. Edizioni e/o, Rom 2011, ISBN 978-88-6632-012-8.
- Contesa per un maialino italianissimo a San Salvario. Buchreihe Dal Mondo, Edizioni e/o, Rom 2013, ISBN 978-88-6632-338-9.